# Zgorzelec
Zgorzelec (udtale: [zɡɔˈʐɛlɛt͡s]  ( hør), tysk: Görlitz, øvre sorbisk: Zhorjelc [ˈzhɔʁʲɛlts], nedre sorbisk: Zgórjelc, tjekkisk: Zhořelec) er en by  i  den vestlige del af  Voivodskabet Nedre Schlesien i det sydvestlige Polen.  Byen  har 29.966(2021) indbyggere og et areal på  27,34  km².  Den er administrationsby i   powiatet (amt) Zgorzelec. Zgorzelec ligger ved floden Lausitzer Neiße på den polsk-tyske grænse, der støder op til den tyske by Görlitz, som den udgjorde den østlige del af, frem til 1945.

## Historie
Indtil 1945 var de moderne byer Zgorzelec og Görlitz en enkelt enhed; deres historie indtil det tidspunkt er delt. Datoen for byens grundlæggelse er ukendt.

### Middelalderen
I tidlig middelalder var området beboet af Bieżuńczanie-stammen, en af de gamle polske stammer, som sammen med den sorbiske Milceni-stammen, som den grænsede op til i vest, blev underkastet i 990 af Markgrevskabet Meissen, et markgrevskab i Det Hellige Romerske Rige. Det blev erobret af den polske hertug og den fremtidige konge, Bolesław 1. den Modige i 1002, hvis mål var at forene alle polske stammer på afgørende vis, og forblev en del af Kongeriget Polen under de første polske konger Bolesław I den Modige og Mieszko 2. Lambert indtil 1031, hvor regionen igen faldt til markgrevskabet Meissen. Zgorzelec/Görlitz blev først nævnt i et dokument fra kongen af Tyskland, og senere Tysk-romersk kejser, Henrik 4. i 1071 som en lille landsby ved navn Goreliz i regionen Oberlausitz.

### Nyere tid
Efter at have lidt i årevis i Trediveårskrigen overgik regionen Oberlausitz (inklusive Görlitz) til Sachsen (1635), hvis valgmænd  også var Konger af Polen fra 1697. En af de to hovedruter, der forbinder Warszawa og Dresden løb gennem byen på det tidspunkt.
I 1815, efter Napoleonskrigene, tildelte Wienerkongressen Görlitz til Kongeriget Preussen, og byen blev efterfølgende en del af Det tyske rige i 1871. Byen var en del af den preussiske provins Schlesien fra 1815 til 1919.

### 20. århundrede
Under Første Verdenskrig drev tyskerne en krigsfangelejr i det nuværende Zgorzelec, hvor i første omgang russiske, franske og britiske krigsfanger var interneret, og derefter fra 1916 til 1919 var omkring 6.500 græske soldater internerede. Efter afskaffelsen af Kongeriget Preussen i kølvandet på Første Verdenskrig blev Görlitz en del af den nyoprettede Niederschlesien i Fristaten Preussen.
I kølvandet på det tyske nederlag i 2. verdenskrig ankom operationsgrupper til byen den 10. maj og den 12. maj 1945 til den højre bred af Oder i Görlitz, for at sikre polsk overtagelse af bydistriktet. Polsk administration blev officielt implementeret den 21. maj,

## Galleri
- Luftfoto af Zgorzelec
- Rådhus
- Amfiteater i Zgorzelec
- Muzeum Łużyckie
- Distriktsret
- 'Andrzej Błachaniec Park
- Park '
- Bulwar Grecki (Græske Boulevard)
- Piłsudskiego gaden
- St. Joseph kirke
- Śniadecki gymnasium